# 붓카케
붓카케(일본어: ぶっかけ)는 여러 명이 한 사람의 안면을 비롯해 신체의 일부 등의 성적 대상물에 정액을 사정하는 것을 말한다. 얼굴 사정은 얼굴에만 하는 것이며, 특히 혼자서 하는 것이지만 붓카케는 여러 명이서 하는 것이다. 붓카케는 원래 단순 안면사정을 일컫는 말이었지만 현재는 여러 명의 사정을 동반하는 형태로 의미가 변경됐다. 붓카케는 1970년대 말 급증한 에로 동인지에서 먼저 시작했고, AV에서는 1980년대 후반에서야 비로소 도입되기 시작했다. 오늘날과 같은 모습으로 붓카케 장르가 완성된 건 1990년대 중반이었고, 2000년대에 유행을 탔다. 당시 일본 성인물 규정이 갑자기 엄격하게 변했는데 성기는 짙고 큼지막하게 모자이크 처리를 해야 하지만 그 분비물이 화면에 보이는 것은 봐주었기 때문이다. 일부에서 남자의 거근은 총의 형태, 즉 남자의 성기에서 발사되는 정액을 뿌린다는 것은 여성에 대한 일종의 정복 심리가 반영된 것이라는 해석이다.
일본어 bukkake도 정식 용어로 도입되어 사용되는데 bukkake와 facial, cum shot이 구분되는 추세이다. 이 경우 bukkake는 대체로 대상이 되는 여성 1명의 얼굴 또는 전신에 남성 다수(최소 3~4명 이상)가 정액을 뿌리는 행위를 뜻한다. 섹스가 동반되기는 하지만 뿌리는 것이 메인이며 대부분의 출연 배우들은 성교 없이 자위 행위를 통해 사정하는 일만 한다. 반면 facial은 정상적인 1:1 내지는 소수로 구성된 성관계에서 다른 여러 행위 끝에 사정하는데 그것을 여성의 얼굴(다른 부위의 경우 cum shot)에 발사하는 것으로 구분한다.
포르노나 AV에서는 모든 행위의 마무리를 장식하는 일종의 의식처럼 자리잡고 있다. 이성간 섹스의 끝은 대부분 남성의 사정이 될 수밖에 없는데 질내사정을 하지 않는 이상 결국은 어딘가에 사정을 해야만 한다. 결국 포르노를 비롯한 영상 매체에서 질외사정은 필연적으로 부카케의 성격을 띌 수밖에 없다. 물론 당연히 질내사정을 하는 것이 섹스의 목적에 더 부합하지만 포르노의 특성상 사정 장면을 직접 보여주는 것이 더 자극적이므로 질외사정을 선호하는 경우가 많다. 또한 일반적인 섹스라면 질외사정을 한다고 해도 사정 직전 급하게 빼내게 되므로 말 그대로 여성기 밖이나 허벅지, 배 등에 하게 되는 경우가 많겠지만 역시 섹스를 전문으로 하는 배우인 이상 더 자극적인 장면을 위해 일부러 자세를 잡고 얼굴이나 가슴 등에 사정하는 것이 일반적이다.

## 같이 보기
- 얼굴 사정
- 체외 사정
- 곳쿤